# HD 175892
HD 175892，又名BD-22 4928，SAO 187519、HR 7159，是一颗恒星，视星等为6.14，位于銀經13.36，銀緯-11.52，其B1900.0坐标为赤經18h 52m 23.4s，赤緯-22° -11.52′ 47″。